# Tiemen
Tiemen (kinesiska: 铁门) är en socken i sydvästra Kina. Den ligger i stadsdistriktet Liangping i storstadsområdet Chongqing, omkring 150 kilometer nordost om det centrala stadsdistriktet Yuzhong. Antalet invånare är 5 212. Befolkningen består av 2 486 kvinnor och 2 726 män. Barn under 15 år utgör 18,0 %, vuxna 15-64 år 69 %, och äldre över 65 år 12,0 %.